# シェイク・ザーイド・グランド・モスク
シェイク・ザーイド・モスクとはアブダビにあるモスク。世界最大のペルシア絨毯が置かれたことで有名になった。伝統的なイスラムのデザインと近代的な建築技術を用いてつくられた。2007年に竣工した世界で6番目に大きいモスクである。